# Merlia normani
Merlia normani är en svampdjursart som beskrevs av James Barrie Kirkpatrick 1908. Merlia normani ingår i släktet Merlia och familjen Merliidae. Inga underarter finns listade i Catalogue of Life.